# Ереси в христианстве
Е́реси в христиа́нстве (в противоположность ортодоксии) — формальное отрицание какой-либо из основных доктрин христианской веры, как они определены в одной (или более) христианской церкви, либо демонстрация сомнения в такой доктрине. Ересь следует отличать от отступничества и раскола. Отступничество почти всегда предполагает полный отказ от христианской веры после того, как она была свободно принята данным лицом, а раскол является нарушением церковного единства, не обязательно на догматической почве.
В западном христианстве понятие ереси чаще всего относят к тем верованиям, которые были анафематствованы на одном из вселенских соборов, признаваемых католической церковью. На Востоке «ересь» является менее конкретным понятием и может пониматься как отклонение от церковной традиции. В Средние века понятие ереси было уточнено в каноническом праве и трудах католических богословов. Начиная с Великого раскола и Реформации различные христианские церкви использовали эту концепцию также в отношении лиц и групп, принадлежащих к другим конфессиям.
Борьба «ортодоксального» христианства с «ересью» велась уже во II веке, однако вопрос об истоках этого конфликта в раннем христианстве является дискуссионным. Тогда же возникли первые теории о происхождении ереси от дьявола и апостольского преемства ортодоксии от Иисуса Христа и его учеников. С III века сложилась традиция осуждения ересей на поместных и вселенских соборах. В 385 году состоялась первая казнь по обвинению в ереси, широко это явление распространилось только в XII веке. В 1215 году были сформулированы принципы работы инквизиции, а вскоре борьба с ересью была передана ордену доминиканцев. Последний человек был казнён по обвинению в ереси в 1826 году.
Христианские ереси являются предметом разностороннего изучения. Начиная с первых веков христианства создавалась обширная ересиологическая литература. Не существует общепринятой классификации ересей или их полного перечня. В разное время к ереси также причисляли колдовство и лжепророчество.

## Концепция ереси

### В ранней церкви
Согласно толкованию, приведённому в трактате «Этимологии» средневекового учёного Исидора Севильского, слово «ересь» происходит от haeresis, латинской транслитерации греческого слова др.-греч. αἵρεσις, означающего выбор, или в широком смысле школа мысли. В этом значении слово изредка упоминается в Новом Завете (Деян. 5:17, Деян. 15:5, Деян. 24:5, Деян. 24:14, Гал. 5:20) и у ранних Отцов Церкви. Примерно в таком смысле это слово употреблялось ранее, в древнегреческой и римской философии, где под «ересью» имелся в виду заслуживающий уважения выбор той или иной философской школы для изучения. По предположению французского историка религий Марселя Симона, более близким по смыслу здесь будет слово иноверие, др.-греч. ἑτεροδοξία, впервые встречающееся у Платона для обозначения ложного убеждения. В текстах Нового Завета слово «ересь» употребляется преимущественно в негативном контексте, как обозначение, даваемое Церковью секте или группе, которая угрожает единству христиан, — то есть не как доктринальное отклонение. В Послании к Галатам это одно из многих «дел плоти», наряду с пьянством и идолослужением (Гал. 5:20), Послание к Титу предписывает отвращаться от невразумлённого еретика (Тит. 3:10). Второе послание Петра предупреждает против лжепророков и лжеучителей, «которые введут пагубные ереси» (2Петр. 2:1). Ересь в конечном счёте стала рассматриваться как отход от ортодоксии, и в смысле «иноверие» это слово применялось уже вскоре после 100 года, когда Игнатий Антиохийский в «Послании к траллийцам» призывал удаляться от яда еретиков, которые к «яду своего учения … примешивают Иисуса Христа, чем и приобретают к себе доверие». Постепенно эти два значения сблизились по смыслу, и во время Афанасия Великого (IV век) выражение др.-греч. ἑτεροδοξον αἵρεσιν, «иноверная ересь», уже было плеоназмом.
Вопрос о происхождении ересей привлекал внимание ранних христианских писателей, и на этот счёт существовали различные теории. Одна из первых принадлежит автору не сохранившейся церковной истории II века Егесиппу, которого цитирует Евсевий Кесарийский. Согласно его мнению, ереси первоначально возникли в иудаизме, в котором ещё до возникновения христианской церкви существовало семь сект. И учением одной из них начал «обольщать» церковь некий Фебуфис, ставший таким образом первым ересиархом. Другую схему предлагает апокрифический источник II—III веков «Климентины», постулирующий переход от незнания к знанию как универсальный закон: как Каин пришёл перед Авелем, Измаил перед Исааком, Исав перед Иаковом, Аарон перед Моисеем, так и Симон Маг был перед апостолом Петром в Риме. С точки зрения большинства ранних авторов именно Симон, а не Фебуфис, был «отцом ересей». Ипполит Римский (III век) обвинял в возникновении ереси последователей греческих философов, которые повторяют ошибки древних и представляют их как новые учения. По мнению Марселя Симона, принципиальное отличие системы Ипполита Римского от теории Егесиппа состоит в том, что у последнего источником являются учения, хоть в какой-то минимальной степени истинные, тогда как Ипполит возводит ереси к учениям изначально полностью ложным — хотя и более приемлемым, чем получившийся результат. Исходный смысл понятия «ересь», зафиксированный Исидором Севильским, то есть «выбор» учения, наиболее подходящего для конкретного человека, зафиксирован в Деяниях апостолов: в ответ на обвинение апостола Павла в подстрекательстве к мятежу и принадлежности к «Назорейской ереси» (Деян. 24:5) тот в свою защиту заявил, что «по учению, которое они называют ересью, я действительно служу Богу отцов моих, веруя всему, написанному в законе и пророках» (Деян. 24:5). Постепенно понятие ереси стало связываться с отклонением от религиозной нормы. Соответствующий процесс в иудаизме, где согласно Иосифу Флавию ересями назывались четыре основных направления (фарисеи, саддукеи, ессеи и зелоты), закончился несколько раньше с победой фарисеев в конце I века. По мнению немецкого богослова Генриха Шлиера, концепция ереси была подозрительной для ранних христиан, поскольку она связывалась прежде всего с греческими философскими школами и течениями в иудаизме.
В этимологическом духе, по определению Отца Церкви IV века Иеронима Стридонского, ересь возникает, когда человек выбирает, в какую доктрину ему верить, на основе своего собственного суждения. Многие определения подчёркивали, что в отличие от церковного раскола, ересь не происходит из церкви, но является внешним явлением по отношению к ней. Следствием такого подхода, в частности, являлся вывод, что все дуалистские ереси являются манихейством, а антитринитарные — арианством.

### Формализация определения в Средние века
Существует значительное число формальных определений понятия «ересь». В простейшем варианте ересь может быть определена как противоположность ортодоксии. Это утверждение имело следствием концепцию, по которой ортодоксия существует до появления ереси, которая является искажением ранее известной истины. Такое определение, считающееся классическим, существовало много столетий и излагается, в частности, в «Церковной истории» Евсевия Кесарийского (IV век). Согласно концепции Евсевия, ортодоксия соответствовала вере церковного большинства, чья догматическая генеалогия определяется апостольским преемством от Иисуса Христа и его апостолов. Поскольку смысловое наполнение ортодоксии уточнялось с течением времени, определять ересь таким образом было сложно. В результате в ранней церкви были разработаны практические приёмы, позволяющие грешнику отказаться от своих ошибок и вернуться в лоно церкви. Согласно блаженному Августину тот, кто после разъяснения его ошибок отказался от заблуждения, не является еретиком. Поскольку не по всем доктринальным вопросам церковь сформулировала свою позицию, вполне возможным являлся случай, когда человек мог случайно впасть в ересь сам или под чьим-то влиянием. Однако тот, кто упорствовал в своих заблуждениях, — являлся еретиком. Это определение было в 1140-х годах включено в сборник канонического права Грациана. В результате ересью стал считаться не некий набор взглядов или образ жизни, а определённый мгновенный выбор в ходе юридической процедуры. Сложным моментом в логических построениях Грациана являлся момент о связи понятий «ересь» и «еретик» — не ясно, можно ли считать еретиком того, кто тайно привержен ереси, или же только того, кто заявляет об этом публично. Дальнейшее упрощение привело к признанию любого отклонения признаком врождённого греха, и это отклонение мог выявить уголовный процесс. Согласно ряду исследователей, в XI—XII веках ересью считалось такое дисциплинарное нарушение, как симония.
В своей завершённой форме средневековое учение о ереси выражено в трактате Tractatus de fide et ccclesia romano pontifice et concilio generali (1375) французского богослова XIV—XV веков Жана Курткюиса. Определяя католическую веру как истину, необходимую для спасения, он ересь определяет как ложную, противоречащую ортодоксии догму. Он отрицает возникшее ранее разделение ересей на «старые» и «новые», что подразумевало изменяемость во времени понятий ордоксия и ересь. Также, по Бревикоксу, видом ереси становится схизма. Он предложил два подхода к типизации ересей. Первый он обозначил как «ереси против Писания», в которой выделяются три категории ересей. В первую категорию попадают ереси, противоречащие букве Писания, например, утверждающие, что «Слово не стало плотью» (в отличие от Ин. 1:6—18). Вторая и третья категории ересей отличаются от первой меньшей степенью очевидности ложности еретического утверждения. Во второй типизации Бревикокс категоризует ереси против Писания и Предания, выделяя пять категорий. Первые две из них касаются ересей, которые противоречат тому, чему учат Священное Писание и апостолы, третья и четвёртая охватывают ереси, противоречащие учению Церкви после времён апостолов и церковным хроникам, фиксируя, таким образом, определяющую роль Римской церкви в определении правильного вероучения. Пятая категория касается ересей, которые противоречат тому, что вдохновлено или признано истинным Церковью и что не может быть рациональным образом опровергнуто. К этой последней категории относились утверждения вида «вера Августина не истинна». Также Бревикокса занимала проблема того, осуждена ли любая ересь, даже та, которая не была осуждена явно. То есть, создаётся ли ересь фактом церковного осуждения? В отличие от Грациана, который различал ереси осуждённые и новые, Бревикокс такого разделения не проводит, для него все ереси осуждены. В подтверждение своей позиции он ссылается на решение Четвёртого Латеранского собора 1215 года, осудившего все ереси. Более строго, он выделяет четыре категории явно осуждённых ересей: те, которые осуждены специальным образом (например ересь Ария) и остальные с увеличивающейся степенью очевидности для всё менее богословски образованного человека; неявно осуждёнными ересями в такой системе являются те, для опознания которых требуется глубокое знание Священного Писания и учения Церкви.

### В Новое время
Реформация, начавшаяся в XVI веке, и возникновение протестантских учений, разрушили монополию Католической церкви на понятие ереси. В свою очередь, ведущие богословы Реформации по-разному оценивали радикальные направления религиозной мысли, в частности анабаптистов. Они были единственной религиозной группой, на которую не распространялась веротерпимость Эразма Роттердамского. Швейцарский богослов Генрих Буллингер считал их явными еретиками, которых он определял как тех, кто «создаёт секты и разделение в Церкви, угрожая её единству своими ложными и ошибочными мнениями». Жан Кальвин выделял из анабаптистов простецов, которые не еретики, а только требуют руководства в понимании Писания, и «либертинов» и «спиритуалистов», которых он полагал воинствующими развращёнными еретиками. В 1580 году, с составлением Книги Согласия, завершилось доктринальное оформление лютеранства. Соответственно, ересью с точки зрения лютеранства являются мнения, не совместимые с догматами Книги Согласия или прямо осуждённые в ней.
В XVII веке в Европе произошли масштабные политические изменения, имевшие влияние на религиозные процессы. В 1648 году Вестфальский мир завершил Тридцатилетнюю войну и зафиксировал в Европе три основные христианские конфессии — католицизм, лютеранство и кальвинизм, оставив в неопределённости другие протестантские конфессии. Развитие концепции ереси во второй половине XVII века часто рассматривают в рамках оппозиции абсолютизма и веротерпимости. Реставрация Стюартов в Англии в 1660 году привела к усилению подавления религиозного инакомыслия. Значительное место в трудах английского мыслителя XVII века Томаса Гоббса занимает вопрос об отношении между церковью и государством. Сам постоянно находившийся под обвинениями в атеизме и ереси, он отмечал отсутствие эквивалентного понятия в иудаизме и религии древних греков и римлян. В ряде своих трудов он проследил историю развития данной концепции. По мнению учёного, борьба с ересью была инструментом церкви и мирских правителей, желавших установить единообразие и мир среди своих подданных. Во Франции, как и в других государствах континентальной Европы, в период между эпохами Реформации и Просвещения, государство присвоило право законодательно определять христианскую ортодоксию и правила обращения с еретиками. В рамках религиозной политики Людовика XIV предпринимались усилия по возвращению «еретиков»-гугенотов в лоно официальной церкви, теоретическим обоснования чего служили исторически труды Луи Мэмбура. Будучи сторонником галликанства и оппонируя классической Доктрине о двух мечах, Мэмбур отрицал необходимость папского вмешательства в борьбу с кальвинистами. Гугенот Пьер Бейль, опровергая тезис об инспирированных еретиками бунтах, предложил отказаться от использования силы для установления религиозного единообразия
В начале эпохи Просвещения ереси вновь стали объектом пристального изучения и богословских споров. Основными сторонами были ортодоксы и так называемые «энтузиасты». В богословских дебатах, имевших место около 1700 года, главным предметом разногласий было понимание доктрины как основания веры. Ортодоксы полагали доктрину важной, уделяя меньшее внимание искренности веры в неё, а приоритет их оппонентов был обратным. Наиболее влиятельными работами того периода стали трактаты немецкого историка церкви Готфрида Арнольда Unpartheyische Kirchen- and Ketzerhistorie (1699), статьи «энтузиаста»-юриста Христиана Томазия и церковные истории пиетиста Иоахима Ланге, Иоганна Будде и считавшегося гетеродоксом Самуэля фон Пуфендорфа. Пуфендорф, посвятивший своё исследование происхождению папской власти, не выдвинул собственной теории ересей, но высказывался благожелательно о тех из них, которые выступали за ограничение светской власти понтифика. Соответственно какие-то учения могли быть осуждены как ересь только за то, что выступали против папской церкви. Арнольд развивал более раннюю теорию Иоахима Бетке и Христиана Гобурга о том, что значение имеет находящаяся в сердце верующего любовь к Богу, а не сопровождающие её доктринальные обозначения. В такой парадигме понятие ереси было изобретено для того, чтобы преследовать истинных христиан, а ключевым периодом в истории христианства называлось царствование императора Константина Великого (305—337), при котором было осуждено арианство. Книга Арнольда оказала чрезвычайно большое влияние на современников, по оценке современного швейцарского богослова Вальтера Нигга, она произвела «Коперникианскую революцию» в ересиологии. Близкую позицию занимал Ланге, который в целом признавал вину папства в формировании концепции ереси, но также соглашался со справедливостью осуждения таких раннехристианских учений, как арианство, фотинианство и несторианство. Как юрист, Томазий рассматривал ересь как исторический и политический феномен, возникший как инструмент борьбы между христианскими сектами с помощью гражданской власти. Он рассматривал проблему не с точки зрения богословской аргументации, а с общефилософских позиций поиска истины. Подход Арнольда был раскритикован немецким богословом Иоганном Мосхаймом, который обвинил его и его последователей в предвзятости, поскольку они просто инвертировали понятие ереси. Со своей стороны, Мосхайм предложил «беспристрастный» подход (Anderweitiger Versuch einer vollständigen und unpartheyischen Ketzergeschichte, 1748).

### Современные подходы
Возникновение современного критического взгляда на классическую теорию соотношения ортодоксии и ереси связывают с работами немецкого библеиста XVIII века Германа Реймаруса. Дальнейшее развитие критический подход получил в трудах учёных тюбингенской школы, основоположником которой был Фердинанд Баур. Согласно Бауру, в самые первые годы существования христианства существовал конфликт между христианами еврейского и нееврейского происхождения, руководимыми, соответственно, апостолами Петром и Павлом. Применительно к проблематике развития христианского учения, роли ортодоксии и отношения между ранней христианской церковью и современными ей еретическими учениями важное значение имела работа Вальтера Бауэра «Ортодоксия и ересь в раннем христианстве» (Rechtgläubigkeit und Ketzerei im ältesten Christentum, 1934). Бауэр выдвинул теорию, согласно которой в первые века христианства ортодоксия не находилась в главенствующем положении по отношению к ереси, но в каких-то регионах то, что позднее было названо ересью, воспринималось как выражение истинного христианства. По его мнению, развитие от неверия (Unglaube) к ложной вере (Irrglaube) неизбежно проходит через ортодоксию (Rechtglaube).
Теория Бауэра развивалась такими учёными, как Рудольф Бультман, Арнольд Эрхард, Хельмут Кестер, подвергнувших пересмотру в соответствии с концепцией Бауэра историю раннего христианства. В 1980—2010-х годах Элейн Пейджелс и Барт Эрман популяризовали идею анахроничности догматической ортодоксии для современных христиан. Указывая на различия между иудеохристианами, теми христианами, которые частично сохраняли верность языческим традициям, гностиками и прочими группами, они рассматривали христианство как фрагментированное учение с конкурирующими ортодоксиями. На примере сопоставления «победившей» версии ортодоксии с её основными конкурентами во II веке, эбионитами и маркионитами, Б. Эрман показывает относительность современной христианской догмы. Хотя отдельные положения теории Бауэра были позднее опровергнуты, его интуитивные выводы были широко восприняты и в целом подтверждены. Первый детальный ответ Бауэру был высказан в книге The Pattern of Christian Truth: A Study in the Relations between Orthodoxy and Heresy in the Early Church (1954) англиканского богослова Г. Тёрнера. Признавая восходящий к ранним апологетам взгляд на статичность ортодоксальной нормы слишком упрощённым, Тёрнер полагает представления современных исследователей о неоднородности ранней ортодоксии преувеличенными. Вместо этого он предложил комбинированный поход с выделением некоторых фундаментальных представлений, общих для всех христиан. В дальнейшем существование преемственности в раннехристианской ортодоксии отстаивали многочисленные исследователи. Из работ последнего времени следует отметить книги американских богословов Дэррелла Бока (2006) и Андреаса Кёстенбергера (2010). Редакторы авторитетной «Кембриджской истории христианства» (2008) Маргарет Митчел и Френсес Янг отметили, что, хотя основной тезис Бауэра был опровергнут, благодаря ему внимание исследователей было обращено на региональные вариации раннего христианства.
Некоторыми учёными (Л. Вудвард (1916), Э. Штайн (1928)) была высказана точка зрения о том, что раннехристианские ереси были скорее национальными, чем религиозными движениями, и указано на то, что они имели достаточно чёткую географическую локализацию: донатизм был распространён в Африке, монофизитство в Египте и Сирии, арианство у германцев и т. д. Полемизируя с данной теорией, А. Джонс (1959) обращает внимание на то, что в каждом случае может быть предложено и другое объяснение, помимо националистически окрашенной ненависти к Римской империи. Так, распространение донатизма в Северной Африке можно объяснить большим количеством мучеников в период Великого гонения начала IV века, что, в свою очередь, объясняется большей распространённостью христианства среди бедного сельского населения, более склонного претерпеть мученическую смерть за свою веру, чем горожане. Аналогичным образом английский историк отрицает влияние противостояния коптского и грекоязычного населения Египта на распространение там монофизитства, обращая внимание на приверженность египетского населения своим патриархам.
В дальнейшем фокус исследований ранних ересей сместился в сторону проблематики конструирования «Другого». В 2004 году известный историк Ф. Миллар писал, что именно таким образом следует понимать обозначения той или иной группы как «еретиков» и что такое обозначение никогда не является простым отражением наблюдаемой реальности. В 2008 году английская исследовательница А. Кэмерон утверждала, что изучение «ереси» сдвинулось от социальной истории к изучению дискурса. Ересь можно определить только как противоположность ортодоксии, которая является отрицанием изменений, что полностью противоречит современной мысли с её упором на постколониализм, гибридность и различие. В такой парадигме раннехристианская ортодоксия является «деформацией», отрицанием различий и, по выражению Э. Саида, «выражением эссенциализма». Ответом на эти теории является движение Радикальной ортодоксии в англиканстве, пытающееся восстановить понятие ортодоксии и, соответственно, ереси в мире постмодерна.
Суммируя различные теории, возникшие на протяжении столетий рассмотрения ереси, современный философ И. И. Иванова даёт следующее определение: «ересь — это общественно и культурно значимый, но аксиологически по-разному воспринимаемый феномен религиозного сознания, являющийся таким отклонением от канонического образца, которое, с точки зрения конкретной церкви или общины и в конкретно-исторических условиях, делает невозможным пребывание в пределах данного религиозного сообщества».

### Социология ереси
Социология долгое время игнорировала ересь, хотя, по мнению американского социолога Ж. Берлинерблау (2001), историки и теологи, изучающие ересь, как правило, имплицитно разделяют установки социологической мысли (идеи К. Маркса, М. Вебера, А. Грамши). С 1980-х годов социальные теоретики различных направлений систематически изучают ересь, в частности, в связи с вопросами гетеродоксии, секуляризации и др. Можно выделить несколько методологических принципов в социологическом изучении ереси. Прежде всего, используется принцип реляционной социологии, выводящей на первый план социальное взаимодействие и социальные отношения. Такой подход отличает современные исследования от христианской ересиологии: ересь не является исторической неизменной сущностью, а понимается только через отношение к ортодоксии. Проще говоря, ересь есть то, что ортодоксия считает таковой. По наблюдению американского социолога Л. Куртца (Lester R. Kurtz), понимание ереси важно для изучения системы верований, поскольку любая ортодоксия формируется через отрицание ереси. Определение истинного и допустимого невозможно без систематической идентификации ложного и недопустимого.
Отношения ортодоксии и ереси рассматриваются как «идеальный тип» (М. Вебер), который проявляется в различных исторических контекстах. Так, австрийский социолог и теолог П. Бергер считал, что ересь — ключевой феномен современности, которая зависит от еретического этоса. По Бергеру, в эпоху модерна произошла универсализация ереси: если ранее для человека она являлась возможностью, зачастую недоступной, занимала маргинальное положение, то в современных условиях ересь становится необходимостью. Другие авторы, следуя веберовскому определению церкви, отмечали политическую природу ереси. Американский социолог Р. Коллинз полагал, что ересь порождается определённым типом религиозной и политической организации. В отличие от Бергера и Коллинза, социолог Дж. Зито, один из пионеров социологии ереси, обращал внимание на институциональное измерение ереси, которая, с его точки зрения, выходит за рамки религии и относится ко многим областям социального взаимодействия.
Другим аспектом является структурная позиция еретика, который является «одним из нас», находится внутри группы или институции. Как отмечал Л. Куртц, сила ереси в её сходстве с ортодоксией, она развивается внутри ортодоксии, однако претендует на истинность. Согласно Дж. Зито, еретик использует те же язык и ценности, что и его родная группа, но пытается изменить её дискурс. Куртц, следуя модели «чужака» Г. Зиммеля, пишет, что в ереси сочетаются близость и удалённость: еретики находятся достаточно близко, чтобы представлять угрозу, но довольно далеки, чтобы считаться заблуждающимися. Близость и удалённость относится как к уровню верований, так и к социальным отношениям между защитниками ортодоксии и еретиками. Специфический статус еретика Куртц называет «искажённым „своим“» («deviant insider»). Представления о чужаке или общем враге часто способствуют групповой солидарности и формированию социальных институтов, еретики оказываются невольными катализаторами социального единства (в смысле Э. Дюркгейма), интеллектуального развития и социальных изменений. Тезис о еретике как о прогрессивном элементе, который пытается преодолеть ограничения коллективного сознания (по модели Дюркгейма) ради блага будущих поколений, стал, по мнению Ж. Берлинерблау, важной аксиомой для современных исследований ереси — от Ж. Дюби до П. Бурдьё.
Л. Куртц выделяет следующие характеристики ереси. Ересь конструируется внутри социального конфликта, стороны которого защищают либо отвергают её. В ходе конфликта и поляризации позиций сторон формулируются принципы ортодоксии — через явное отвержение мнения еретиков. Поэтому в корне проблемы ереси лежит вопрос о власти. В такой схеме можно говорить о группах, их интересах и обязанностях. Ересь не только противостоит власти и социальному порядку, но может быть средством социального контроля. Выявление, осуждение и подавление ереси является ритуалом, который уменьшает тревогу, она становится более управляемой, и таким образом снимается социальное и психологическое напряжение. Осуждение ереси не обязательно достигает заявленных целей, однако обеспечивает отправление ритуала, который сам является способом борьбы с кризисами в церкви.

## Периодизация

### В первые века христианства
С развитием доктрины сущность ортодоксии и её соотношение с различными мнениями стало предметом постоянной богословской дискуссии. Поскольку большинство христиан сегодня согласны с учением Никейского символа веры, современные христианские богословы склонны считать, что споры в ранней церкви отражали конфликт единой ортодоксальной позиции (см. также протоортодоксия и палеоортодоксия) с еретическим меньшинством. Другие учёные, указывая на различия между иудеохристианами, паулианами и другими группами, такими как гностики и маркиониты, утверждают, что раннее христианство было фрагментарно, с одновременно существовавшими конкурирующими ортодоксиями. С этой точки зрения христианство критиковал Цельс, а позднее применительно к альтернативным учениям об этом писал Ириней. В XVII веке идею о том, что множественность мнений указывает на ошибочность всех их, использовал Боссюэ, полемизируя с протестантами. Отвергая критику Цельса, апологет III века Ориген пишет, что везде, «где только появляется в жизни что-нибудь общеполезное и деятельное, там всегда образуются различные партии». В качестве примера он приводит врачебное искусство, в котором могут существовать разные подходы. Поскольку предмет философии охватывает обширную область знания, она распадается на целый ряд отдельных школ (др.-греч. αἵρεσις), пользующихся разной популярностью. Аналогичную ситуацию, указывает Ориген, можно наблюдать в иудаизме. В подтверждение своих взглядов Ориген ссылается на апостола Павла: «Ибо надлежит быть и разномыслиям между вами, дабы открылись между вами искусные» (1Кор. 11:19). При этом Ориген отвергает крайние по своим взглядам секты, такие как отрицающие Иисуса секты офитов и каинитов. Аналогичное по смыслу высказывание можно найти в более ранних «Строматах» Климента Александрийского. В середине II века три неортодоксальные группы христиан придерживались учений, которые разделили христианские общины в Риме: последователи Маркиона, Монтана и гностического учения Валентина. Ранние попытки борьбы с этими течениями демонстрируют трактаты Тертуллиана «Об отводе возражений еретиков» и Иринея «Против ересей» (около 180 года). Письма Игнатия Богоносца и Поликарпа Смирнского к различным церквям предостерегали от лжеучителей. Принимавшееся многими христианами во II веке как часть Священного Писания Послание Варнавы предупреждало об опасности смешения иудаизма с христианством. В конце II века Тертуллиан выдвинул теорию «христианского закона» (лат. lex christiana), обладание которым отличало кафолических христиан от еретиков. Только кафолики могли называться христианами и толковать Священное Писание, и только кафолическая церковь находилась в общении с церковью апостолов.
Единообразие вероучительных формулировок и ритуалов было с самого начала проблемой христианства. Три столетия между смертью Христа и Первым Никейским собором в 325 году эта религия была преимущественно незаконным, подпольным движением, распространяемым в городских центрах Римской империи, распространяемым купцами и путешественниками. Процесс становления ортодоксального христианства начался одновременно с появлением различных толкований учения Христа вскоре после его распятия. Многократно в своих посланиях Павел защищал своё право именоваться апостолом, призывая христиан остерегаться лжеучителей или чего-либо противоречащего тому, что было передано им через него. Послания Иоанна и Иуды также предупреждают о ложных учителях и пророках (например, 1Ин. 4:1), равно как и Откровение Иоанна Богослова и апостол Пётр (2Петр. 2:1—3). В связи с этим в первые века христианства поместные церкви сделали объявление своей веры, находящейся в согласии с христианским учением, обязательным условием крещения. Это требование гарантировало, что новообращённые не принадлежали к учениям, которые противоречат общепризнанным взглядам христианства, таким как гностицизм и другие движения, которые позже стали считаться еретическими. Эти формулировки веры стали основой для вселенский вероучений, таких как Апостольский и Никейский символы веры. Указ Феодосия II 435 года предусматривал суровое наказание для тех, кто имел или распространял сочинения Нестория. Те, кто хранил труды Ария, приговаривались к смертной казни.

### Эпоха вселенских соборов
Важнейший вклад в формулировку христианской догмы и осуждение ересей внесли первые семь вселенских соборов. Возникшие в этот период ереси касались споров относительного того или иного догмата и носили в основном христологический характер. В отличие от гностических ересей, ереси эпохи вселенских соборов возникли внутри христианской церкви, и их последователи стремились защитить веру от опасных догматических заблуждений. Важнейшими из соборов, признаваемых большинством церквей, являются следующие:
1. Первый вселенский собор был созван римским императором Константином Великим в Никее в 325 году под председательством патриарха Александра Александрийского и в присутствии более чем 300 епископов осудил мнение Ария, о том, что Сын является творением и уступает Отцу[68];
2. Второй вселенский собор состоялся в Константинополе в 381 году под председательством патриархов Александрии и Антиохии и при участии более 150 епископов определил природу Святого Духа по отношению к остальным лицам Троицы; утверждавшие его неравенство им были осуждены. Также было подтверждено осуждение арианства. Кроме того, были поимённо осуждены ереси аномеев, македонианцев, савеллиан, маркеллиан, фотиниан и аполлинаристов[69];
3. На третьем Вселенском соборе в Эфесе под председательством патриарха александрийского и 250 епископов, но в отсутствие патриархов константинопольского и антиохийского, в отсутствие сирийского духовенства, было подтверждено, что дева Мария является «родительницей» Бога (Богородицей), что противоречило учению Нестория, который был анафематствован. Альтернативный собор был проведён Несторием, патриархом антиохийским и сирийским духовенством, провозгласил деву Марию как Христородицу, «родительницу» Христа, и предал анафеме патриарха Кирилла Александрийского[70];
4. На четвёртом Вселенском соборе, состоявшемся в 451 году в Халкидоне, под председательством константинопольского патриарха и в присутствии 500 епископов было подтверждено, что Иисус является истинным Богом и истинным человеком, без смешения двух его природ, вопреки монофизитскому учению. Во многом это учение было основано на Томосе папы Льва Великого[71];
5. На пятом Вселенском соборе, втором в Константинополе, состоявшемся в 553 году, были даны толкования постановлений Халкидонского собора и дальнейшие объяснения взаимосвязи двух природ Иисуса Христа. Собор также осудил учение Оригена о предсуществовании души, решил спор о трёх главах и т. д.[72];
6. Шестой Вселенский собор, третий Константинопольский 681 года, провозгласил, что Христос имеет две воли в двух его естествах, божеском и человеческом, вопреки учению монофелитов[73];
7. Седьмой Вселенский собор, известный как второй Никейский, был созван при императрице Ирине в 787 году. Он одобрил почитание икон, но запретил поклонение им[74].

Однако не все эти соборы были признаны вселенскими. Кроме того, католическая церковь также провела множество других соборов, которые она рассматривает как имеющие ту же степень авторитетности, насчитывая в общей сложности 21 вселенский собор. В Ассирийской Церкви Востока принимают только первые два, а в Древневосточных православных церквях только три. Папа Сергий I отверг Трулльский собор 692 года в связи с проблемой Пентархии, тогда как Православная церковь признаёт за решениями этого собора авторитет вселенских. Статус Четвёртого Константинопольского собора 869—870 и собора 879—880 вызывает спор у католиков и православных. Современные антитринитарии, такие как унитарии, мормоны, Свидетели Иеговы и другие, отвергают все семь соборов.

### Распространение дуалистических ересей
Дуалистические религиозные представления известны как минимум за тысячу лет до возникновения христианства. Основной вопрос, на который пытается дать ответ дуалистическая религия, состоит в объяснении существования в мире зла при наличии благого Бога. Логически развивая мысль о том, что зло и благо не могут исходить из одного источника, религиозный дуализм постулирует существование двух противостоящих друг другу созидательных сил. Распространённым дуалистическим представлением является противопоставление мира материи и мира духа. Христианство полностью отвергает дуализм, отрицающий Бога как единственного творца всего сущего или же отрицающий человеческую природу Иисуса Христа. В первые века существования христианства возникли группы, более или менее открыто исповедующие дуалистические взгляды. Большинство из них разделяли гностические представления, заимствованные из различных источников: персидских, иудейских, греческих или египетских. Общим для них было устранение Бога от ответственности за существование ложного мира, в котором души заключены в телах, освобождение от которых возможно с помощью гнозиса, то есть знания. В середине II века в Малой Азии и Риме Маркион учил о том, что вселенная состоит из видимого мира, созданного Богом Ветхого Завета, и истинного мира, созданного Богом, чьим проявлением был Иисус. Священное Писание, по Маркиону, включало только 10 посланий апостола Павла и очищенное от следов иудаизма Евангелие от Луки. В течение некоторого времени маркионитство представляло серьёзную угрозу для ортодоксии, однако с конца III века основной дуалистической ересью стало манихейство, широко распространившееся в Римской империи. В IV веке известны дуалистические ереси мессалиан, учивших, что Сатана пребывает внутри человека и во всём господствует над ним, и присциллиан, об учении которых почти ничего не известно. Одной из крупнейших средневековых ересей было павликианство, сторонники которого образовали в IX веке собственное государство на территории византийской Малой Азии. В середине X века начал свою проповедь болгарский священник Богомил. Согласно учению, названному по его имени, отвергались многие из догматов ортодоксальной церкви, включая почитание Богородицы, икон, Ветхого Завета, церковные таинства и праздники. Богомилы рассматривали мир как зло и потому отказывались от некоторых видов пищи, а также от брака, чтобы не способствовать дальнейшему распространению зла. Вопрос о степени оригинальности этого учения является дискуссионным. После разрушения Болгарского царства Византией в 1018 году эта ересь получила новый импульс и распространилась по другим частям империи, прежде всего в Константинополь. После гонений в первой половине XII века богомильство перешло в Малую Азию. В XI веке в богомильстве сформировалась более радикальная дуалистическая секта, утверждающая равенство и со-вечность обоих начал, каждое из которых имело своего творца. Обе группы вели масштабную проповедническую деятельность на Балканах и затем в Западной Европе. Особенно сильны были позиции богомильства в Боснии до середины XV века (см. Боснийская церковь).
До начала XI века ереси в Западной Европе были практически не известны. Причины их появления видят как во внутризападных духовных процессах, так и во влиянии восточного дуализма. В 1930—50-х годах эти теории отстаивали Р. Морген и А. Дондэн (Antoine Dondaine) соответственно. С середины 1950-х годов преобладающей является теория французского историка Анрю Пюэша, согласно которому аскетические движения в Западной Европе возникли независимо в XI веке, однако их трансформация в организованное движение катаров в Южной Франции произошло под влиянием богомилов. Согласно английскому историку Стивену Рансиману (1949), «манихейские» тенденции пришли в Аквитанию из Италии. Благодаря записям инквизиционных процессов, учение катаров известно относительно полно. Оно существовало в двух основных вариантах, различающихся отношением к вечности существования Дьявола, что имело следствием различие в эсхатологических теориях. Строгие дуалисты среди катаров полагали Дьявола и порождаемое им зло вечным. Умеренные же считали его падшим ангелом Бога, который будет уничтожен в конце материального мира. У катаров существовали различные объяснения причины его падения. Согласно отчётам инквизиторов, катары не считали Христа Богом, однако утверждали, что «Бог был распят» и у них существовали церемонии, связанные с Троицей. Возможно, они верили в двух Христов.

### Народные ереси в Средние века
Основным источником ересей среди франков в VIII веке было невежество и сохраняющееся язычество. С этими явлениями в германских королевствах боролся святой Бонифаций (ум. 754). В середине VIII века часто обсуждался вопрос о правильном способе проведения крещения, в котором Бонифаций был склонен занимать жёсткую позицию, считая неправильные крещения не имеющими силы, а тех, кто их совершает, — еретиками. В переписке с ним папа Захарий высказывал мнение, что если неправильные действия были совершены по невежеству и во имя Троицы, то это нельзя считать ересью, а такое крещение будет действенным. Находясь с миссионерским визитом в 733—735 годах в Баварии, в которой незадолго до этого начало распространяться христианство, Бонифаций осудил и отлучил от церкви некоего Херемвульфа, виновного в идолопоклонстве. В этом и следующем десятилетиях неоднократно возникала необходимость осуждения «ложных священников», виновных в ереси и аморальном поведении. Аналогичные проблемы существовали и в Тюрингии. В конце VIII века трактат об опасности лжепророков написал сподвижник Карла Великого Алкуин. В начале IX века ряд трактатов против древних христианских и еврейских сект, а также современного ему испанского адопционизма, написал Рабан Мавр. Борьбой с неортодоксальными церковными практиками, суевериями и пережитками язычества в этом столетии занимались многие богословы. В хрониках того времени упоминание о возникновении новых ересей, чьи догматические девиации не уточнялись, в некоторых случаях происходило в ряду перечислений странных природных явлений, как землетрясение или необычно громкий звук грома. О возникновении ересей сообщается также в Италии и Восточной Европе. В X и XI веках также отсутствуют указания на существование массовых еретических движений, хотя отдельных проповедников еретических учений упоминается довольно много.
Период массового невежества в X веке, наступивший после Каролингского возрождения, сменился в XI веке возрождением интеллектуальной жизни в Западной Европе. В начале XII века это движение проявило себя в заметном оживлении науки, образования и культуры. Для возросшего числа образованных людей стал заметен контраст между религией и ритуалами, декларируемой и реальной жизнью священнослужителей. Такие книги, как Sic et Non Пьера Абеляра, воспринимались церковью как источник возможных проблем в будущем, и ни развитие канонического права, ни разъяснения средневековых Отцов Церкви не могли изменить эту ситуацию. Одновременно с этим среди находящегося под феодальным гнётом и страдающего от частых войн населения существовали эсхатологические ожидания. В этих условиях мистические теории обретали особую привлекательность. В этот период Католическая церковь была достаточно централизована, чтобы эффективно подавлять возникающие внутри себя догматические девиации, как это было в случае Абеляра, Беренгара Турского, Гильберта Порретанского, Петра Ломбардского и других. Опасность для церковной власти исходила от ереси, распространяемой находящимися вне иерархии проповедниками среди простого народа. В результате преследований их учение практически утрачено, и, например, сохранилось только несколько трактатов вальденсов и один ритуал катаров. Соответственно, практически единственными источниками являются материалы инквизиционных процессов, которые отмечают в качестве основной причины возникновения ересей низкий авторитет духовенства. В ответ на моральную деградацию духовенства церковью был предпринят ряд мер по укреплению дисциплины, в частности, в 1059 году папа Николай II выпустил буллу In nomine Domini, запретившую служение мессы священникам, уличённым в содержании жены или любовницы. Практических последствий это постановление не имело и не применялось до 1074 года, однако подталкивало верующих к высказыванию оценки своим пастырям. В этой связи среди священнослужителей возник ряд антисвященнических (англ. antisacerdotal) ересей относительно греховности или допустимости таинств, совершаемых священником, чьё поведение неподобающе. В качестве примера можно указать ересь Танхельма Антверпенского, в начале XII века отрицавшего любую церковную иерархию, ценность причастия из нечестивых рук и необходимость платить десятину. Его учение распространилось по всей Фландрии, и его центром стал Антверпен, в котором единственный священник находился в противозаконной связи с близкой родственницей. Вместе со своими вооружёнными сторонниками он представлял силу, с которой должны были считаться герцог и епископ. Танхельм продолжал свою деятельность даже после анафематстовования и казни его сторонников, и даже после его убийства в 1115 году его секта сохранялась до 1126 года, когда в город был назначен епископом святой Норберт Ксантенский.
Борьба с «народными ересями» продолжалась до конца XIV века. По наблюдению американского специалиста по истории инквизиции Генри Ли, наиболее эффективными из них были те, которые вызывали сильные эмоции у мирян. Успешному распространению ереси способствовала способность её лидера выразить религиозные идеалы простыми словами. Распространёнными идеями были апостольская бедность и освобождение христиан и церкви от мирских амбиций и богатства. Все они, включая крайних оппонентов Католической церкви катаров, рассматривали себя как истинных последователей Христа и апостолов. Эти движения были распространены по всей Европе, и точное количество участников этих движений не известно. В историографии XIX века существовали две основные теории, объясняющие происхождение средневековых ересей. Согласно одной из них, они являлись наследниками манихейства, с его противопоставлением добра и зла, где злом была официальная церковь. По другой, сектанты считали, что существующая церковь отступила от христианских идеалов и потому утратила свой авторитет. В XX веке эти представления стали считаться упрощёнными, современные историки видят в «народных ересях» органичное развитие христианской жизни, в которой возросла роль благочестия. Эти же причины лежат в истоке масштабных церковных реформ, крестовых походах и расцвете церковной архитектуры. В настоящее время теории, связывавшие средневековые еретические учения с раннехристианскими доктринами (манихейство, донатизм), большинством исследователей отвергнуты. Однако точка зрения, что дуалистические ереси были занесены в Западную Европу с Балкан, также существует.

## Борьба с ересью

### Распространение практики смертной казни
По мнению французского богослова Мориса Бевено, ранние отцы Церкви выступали против смертной казни за ересь, и те высказывания, которые якобы свидетельствуют об обратном, являются следствием неправильной интерпретации. Инициатива в данном вопросе принадлежала светской власти, после того как ересь была введена в гражданское право Фессалоникийским эдиктом в 380 году императором Феодосием I. До его издания церковь не имела поддержки со стороны государства или каких-либо правовых механизмов для борьбы с ересью. Согласно историку Созомену, этим эдиктом император повелел, чтобы «неправославные не делали церковных собраний, не учили вере и не рукополагали ни епископов, ни кого-либо другого». Еретики лишались прав и изгонялись из городов и сёл. Дополнительно устанавливались тяжкие наказания, которые, как отмечает историк, император не собирался приводить в исполнение, имея в виду напугать подданных. В том же году на соборе в Сарагосе был осуждён испанский ересиарх Присциллиан, а через пять лет по настоянию епископов император утвердил его смертную казнь. По мнению Бевено, это событие нельзя рассматривать как показательное для всей церкви. Аналогичным образом, другая значительная испанская ересь, адопционизм, в конце VIII — начале IX века также не привела к казням еретиков. В 407 году император Аркадий объявил ересь преступлением против общества, «поскольку всякое оскорбление божественной религии причиняет вред всем». Смертную казнь для манихеев установил Анастасий I, а затем подтвердил Юстиниан I.
До XII века в церкви не было единой позиции в отношении целесообразности смертной казни для еретиков. Вероятно, инициатива суровой кары еретиков принадлежала светским властям. Одними из первых считаются случаи осуждённого в X веке архиепископом Равенны Вильгарда, убитого при неизвестных обстоятельствах, и ряда других еретиков, погибших от «огня и меча» в Италии примерно в то же время. В 1020-х годах еретиков сжигал маркграф Турина Ульрик Манфред II. К 1022 году относится известный случай сожжения по обвинению в ереси в Орлеане, что стало первым случаем санкционированной государством казни по такому обвинению со времён Римской империи. В связи с этим случаем зафиксировано теоретическое обоснование сожжения еретиков — якобы они сжигают детей, рождённых в своих безнравственных связях, и используют полученный таким образом пепел для своих обрядов. Самым известным противником смертной казни для еретиков в XI веке был епископ Льежа Вазо (1042—1048), который осуждал самосуды над еретиками, имевшие место в отдельных местах, и казни групп еретиков по приговору императора Генриха III. По мнению Вазо, достаточной карой являлось отлучение от церкви. Таким образом, по мнению историка Дж. Колтона, первые казни еретиков были преимущественно неформальными и чаще всего были вызваны благочестивыми устремлениями отдельных правителей, тогда как священнослужители стремились к умеренности в этом вопросе. В первые десятилетия казни еретиков происходили случайным образом. В 1115 году был убит священником ударом в голову Танхельм Антверпенский, около 1131 года Пётр Брюи был сожжён на костре толпой, а Генрих Лозаннский умер в 1148 году в тюрьме, отказавшись принять учение церкви. Историк Гвиберт Ножанский сообщает о сожжении еретиков в Суассоне в 1114 году горожанами. Непосредственная казнь еретиков со стороны государства тогда ещё была не повсеместной практикой. Когда в начале 1160-х годов в Англию прибыли публиканы, они вначале были брошены в тюрьму, затем осуждены на соборе в Оксфорде и после отказа отречься от своей веры были клеймены и подвергнуты публичному бичеванию. Им было запрещено давать кров, и, как сообщается, они все умерли холодной зимой. Данный прецедент был зафиксирован законодательно в Кларендонской ассизе 1166 года, запретивших кому бы то ни было оказывать помощь осуждённым в Оксфорде. В 1148 году лже-мессия Эон де л’Этуаль был осуждён на вечное заключение, но его сторонники были сожжены. Святой Эбервин Хелфенштайнский писал о сожжении еретиков в Кёльне в 1145 году; возможно, ими были византийские богомилы.
В середине XII века начали складываться процедуры обращения с еретиками. Согласно сделанному в XIII веке описанию цистерцианца Цезария Гейстербахского, применяемая в Кёльне процедура состояла в том, что пойманных еретиков, проверенных и изобличённых грамотными людьми, осуждал светский суд. Обычно это заканчивалось тем, что их сжигали группами за пределами города. Во французском Везле в 1167 году следствие по делам еретиков длилось два месяца, в течение которых с ними общались священники, после чего двое были испытаны водой перед лицом собрания в местном монастыре. Чтобы правильно выбрать наказание, аббат написал английскому канонисту Герберту де Босхему. Полученный совет состоял в том, что правильнее будет передать еретиков светским властям, лучше всего королю Франции. Аббат решил поступить иначе, и по решению местных церковных и светских властей семь еретиков были сожжены, а один подвергнут бичеванию и отпущен. С конца XI века ереси вновь стали важной заботой католической церкви, причины чего до конца не ясны. К числу возможных объяснений относят установление более тесной связи между церковью и государством, появление ересей антисоциальной и антицерковной направленности, распространение правовых знаний. Вопрос о том, как ересь следовало подавлять, не был решён, и изначально существовало значительное сопротивление в среде духовенства применению насилия со стороны светских властей для исправления духовных отклонений. Поскольку ересь вызывала возрастающую обеспокоенность папства, с XII века церковь стала всё чаще прибегать к помощи светских властей. Ряд ересей был осуждён на Веронском соборе в 1184 году в присутствии императора Фридриха Барбароссы. Решения собора легли в основу нового церковного антиеретического законодательства, а при внуке Барбароссы Фридрихе II в 1231 году были приняты светские законы, которые сделали императора ответственным за духовное здоровье его подданных. Упорствующие еретики должны были сжигаться заживо, а их имущество конфисковываться. Наказание полагалось и виновным в укрывании еретиков. Во Франции сожжение еретиков узаконил в 1270 году Людовик IX, а в Англии соответствующий закон был принят в 1401 году.
Вопрос о том, в какой степени духовенство ответственно за распространение жестоких методов наказания ереси, является дискуссионным. По мнению английского медиевиста Ричарда Сазерна, церковные иерархи были ограничены в своих инициативах и были в целом менее жестокими, чем толпа, которой они правили. Противоположной точки зрения придерживается другой английский историк Роберт Мур, отстаивающий взгляд на развитие средневекового общества как на процесс построения централизованного бюрократического аппарата преследования (persecution society в его терминах), в котором церковные и светские власти изобрели ересь для достижения большей власти. В отличие от историков предыдущих поколений, например Генри Ли, Мур видел в жестокостях инквизиции в отношении еретиков, евреев и больных проказой не объективную историческую необходимость, а «решение принцев и прелатов». Его теория вызвала многочисленные отклики и в целом не была принята.

### Прочие меры борьбы
Смертная казнь не была единственной мерой воздействия. Практиковались также изгнание или принудительная отправка в длительное паломничество. В Восточной Римской империи изгнание аполлинариан из городов и из «священного общения» (лат. communio sacrorum) было предписано законом в 388 году. С конца IV века некоторые группы еретиков исключались из государственной службы. Однако, поскольку выполнение государственных или муниципальных обязанностей было зачастую сопряжено с крупными личными расходами, возник новый вид злоупотребления, когда лица, не желающие нести службу, объявляли себя еретиками. Византийское законодательство ограничивало также права еретиков на распространение своего учения, проведение собраний и владение церквями.
Для женщин допустимым наказанием считалось местное паломничество. В XIII веке мужчин могли отправить в Константинополь для помощи Латинской империи. Подходящим наказанием считалось тюремное заключение или временное отлучение от церкви. Законодательство Стефана Душана устанавливало денежные штрафы для еретиков, но на Западе такой подход распространения не получил. Практика расследования случаев ереси допускала возможность злоупотреблений, и в ряде папских декретов и в трудах некоторых средневековых канонистов содержались призывы стремиться возвращать заблудших в лоно церкви. В XIII веке комментаторы церковного права призывали судей действовать с «любовью и свободой», чтобы виновные могли исправиться, а невиновные — быть освобождены. Канонист Генрих Сегузийский писал о том, чтобы епископы не возбуждали и не порочили свои провинции напрасными обвинениями в ереси. Общим местом были призывы использовать право не для наказания, а для врачевания. Глоссатор Декрета Грациана Иоганн Тевтонский описывал отлучение от церкви как средство врачевания душ. Такой же точки зрения придерживался папа Иннокентий IV.
Хотя правители государств не были связаны церковным законодательством, настоятельные указания о том, что долгом каждого христианского монарха является защита веры, оставляли им мало выбора. Соответственно, возможному противодействию со стороны светской власти посвящены некоторые каноны. Согласно Грациану, помощь со стороны власти в данном вопросе является не только желательной, но и обязательной. Церковь должна была обратиться за помощью, а светская власть — оказать ей содействие. В XIII веке было установлено, что отказ от оказания помощи церкви в её борьбе с ересью должен караться отлучением от церкви. Судебная процедура по отношению к еретикам состояла из четырёх частей: выявление, арест, суд и наказание, из которых первая и третья выполнялись церковью, а вторая и четвёртая — светскими властями. Для обеспечения возможности выполнения наказания в соответствующих странах принималось необходимое законодательство. В Англии в 1401 году был принят статут о сожжении еретиков, а в 1414 году — о порядке конфискации имущества.

### Деятельность инквизиции
В начале XIII века сложился набор практик в отношении ересей, имеющих в своей основе указания выдающихся святых, например, Франциска Ассизского и святого Доминика, монашеские уставы и римское право. На основе этих трёх источников были сформулированы правила исследования (лат. inquisitiones) или инквизиции, предписанные 3 каноном Четвёртого Латеранского собора 1215 года. В начале эта обязанность была возложена на епископов, а с 1231 года борьбой с ересью занимались преимущественно специально обученные монахи-доминиканцы, напрямую подчинённые папе. Согласно французскому инквизитору середины XIII века Бернару Ги, задачей инквизиции являлось «уничтожение ереси, которая не может быть уничтожена, пока не уничтожены еретики, которые в свою очередь не могут быть уничтожены, пока не уничтожены их слушатели, почитатели и защитники… Для уничтожения еретиков есть два пути: либо они отвернутся от ереси к истинной католической вере согласно книге Притч „Коснись нечестивых несчастие — и нет их“ (Прит. 12:7); либо же через посредство земного суда они будут телесно сожжены». Инквизиция активно действовала в ряде стран Европы, прежде всего там, где была сильная поддержка со стороны гражданской власти. Альбигойский крестовый поход 1209—1229 годов был частью усилий католической церкви по подавлению ереси катаров. В катарах церковь видела продолжателей манихейства в силу общей убеждённости в том, что материя является злом. В отличие от многих других ересей, возникавших ранее, эта была не только полностью оппозиционна христианской церкви, но и отрицала важные общественные институты брака и клятвы. Многочисленны были и доктринальные отклонения от христианского вероучения.
Следствием стало возникновение ряда учреждений, известных как средневековая инквизиция, одним из которых была испанская инквизиция. Она была особенно жестока в своих методах, которые включали сожжение еретиков на кострах. Одним из крупнейших религиозных движений Средних веков, рассматривавшихся как еретические, было гуситское движение в Чехии в начале XV века. Последним сожжённым на костре по приказу из Рима был Джордано Бруно в 1600 году по обвинению в приверженности теории Коперника, убеждённости в неограниченности Вселенной со множеством обитаемых миров, а также мнениях, противоречащих католической вере о Троице, божественности Христа и его воплощении. Последним случаем казни католической церковью было повешение 26 июля 1826 года в Валенсии после двухлетнего судебного разбирательства школьного учителя Каэтано Риполя, обвинённого «собранием веры» (церковным судом, созданным в правление короля Фердинанда VII взамен упразднённой инквизиции) в деизме.

### Между свободой мысли и ересью
В своём понимании ереси Эразм Роттердамский следовал более общей идее, высказанной им в трактате «Плач мира» (1517). Анализируя понятие мира между христианами с догматической точки зрения, голландский гуманист описывает мир и согласие как разделительную линию между теми, кто следует Христу и является мирными сторонниками церкви, и теми, кто разрушает христианское единство. Хотя церковный раскол не обязательно предполагает следование ложному учению, спасение и религиозный мир возможны только в рамках традиционной церкви. Когда в 1519 году к Эразму обратился чешский дворянин Ян Слехта за советом по поводу Чешских братьев, тот не нашёл ничего опасного в многочисленных отклонениях верований сектантов от позицией католической церкви. Даже после того, как первоначальная симпатия к высказываемой Мартином Лютером критике злоупотреблений церкви сменилась опасениями от его радикализма, Эразм отказался считать еретиком немецкого реформатора. В ряде посланий к католическим иерархам, гуманист подчёркивал, что при всех ошибках Лютера, было бы не верным предать его смерти. Сам Лютер, хотя и не был сторонником веротерпимости, отрицал необходимость сожжения еретиков, что и было, среди прочего, ему проставлено в вину при отлучении от церкви в 1520 году. Несколько лет спустя он подчёркивал, что хотя на светских властях лежит обязанность силой поддерживать порядок, в вопросах веры надлежит действовать убеждением, и предпочтительнее дать людям ошибаться, нежели лгать. Как и прочие его современники, Лютер считал анабаптистов еретиками, заслуживающими смерти за звоё богохульство.
Сходных с Лютером взглядов на вопросы ереси придерживался женевский реформатор Жан Кальвин. Основополагающее значение для последующей дискуссии о веротерпимости имела казнь в Женеве Мигеля Сервета и последовавшая за тем полемика Кальвина с Себастьяном Кастеллио.

## Классификация ересей
Существует очень много способов классификации ересей:
- по именам ересиархов (арианство, несторианство, янсенизм) и т. д.;
- по решаемой догматической задаче (тринитарные, христологические, богородичные, евхаристические, эсхатологические, иконоборческие);
- по отношению к основным христианским церквям (католические, православные, протестантские);
- по гносео-мировоззренческим установкам (философские, рационалистические, мистические);
- по характеру синкретизма (иудео-христианство, языко-христианство, гностицизм, оккультизм);
- по отношению к структурным частям Библии (ветхозаветные, «евангелические»);
- по культурным истокам (иудействующие, арабиты, абиссинцы, гностицизм, «восточные»);
- по эпохам развития (раннехристианские, средневековые, реформационные, современные);
- по субъекту-носителю (индивидуальные или массовые);
- по социальной сфере влияния и выдвигаемым требованиям (крестьянские, городские, плебейские, крестьянско-плебейские, «народные», бюргерские, дворянские);
- по ареалу;
- по принадлежности к национальным культурам;
- по отношению к церкви и миру (донатизм, вальденсы, бегины и бегарды, антипапизм, антиклерикализм);
- по связи с моралью (антиномисты, валезиане, катары);
- по степени радикализма;
- по наличию/отсутствию религиозной веры (неправоверные христиане, атеисты);
- по чинам, характеризующим степень отдалённости от церкви, традиционно считающейся ортодоксальной;
- по степени и характеру принадлежности к теолого-богословскому контексту (прямые, «заблудившиеся», «арифметические» ереси)[129];
- по времени осуждения на вселенских и поместных соборах.

## Ересь, колдовство и лже-пророки
Вопрос взаимоотношений человека и дьявола возник уже во II веке, когда Ириней Лионский ввёл в христианскую догматику это понятие. Детальная теория демонологии была построена в трудах отца Церкви IV—V веков Августина, который сформулировал различие между дьяволом и его демонами и «ангелами света»: первые не способны ничего создать, и всё, что они порождали, являлось воображаемыми видениями и иллюзиями. Взгляд на колдовство как воображаемое явление преобладал в церковном законодательстве вплоть до XII века и зафиксирован в канонических сборниках Episcopi (X веке) и декрете Грациана (конец XII века). Колдовство, таким образом, рассматривалось как одна из разновидностей еретических заблуждений, за которые Грациан предлагал отлучать от церкви. В XIII веке стало преобладающим мнение о реальности колдовства. Отец Церкви Фома Аквинский утверждал, что демоны реальны, и что колдовство является умышленным представлением. В результате в середине XIII века в церковной юридической практике ересь и колдовство стали рассматриваться как два различных преступления, по которым расследования должен был осуществлять один и тот же суд инквизиции. В 1320 году папа Иоанн XXII издал предписание, согласно которому все случаи магических практик подпадают под юрисдикцию инквизиции, даже если обвиняемых нельзя заподозрить в приверженности каким-либо еретическим учениям; в булле Super illius specula оно было подтверждено. С точки зрения инквизиторов ересь заключалась в сознательном отказе от следования догматам католической церкви или в принадлежности к секте, доктрина которой была осуждена как противная христианской вере, тогда как под колдовством понимались некие запрещённые практики (лат. magicis artibus), проводимые с помощью материальных предметов.
Одной из форм, в которой могло быть высказано ложное учение, являлось ложное пророчество. Уже в раннехристианских текстах была обозначена концепция «различения духа», получившая в дальнейшем название лат. discretio spirituum. Способность определения свойств пророка, говорит ли его устами Бог или демоны, считалась редкой. Апостол Павел писал: «Но каждому даётся проявление Духа на пользу … иному чудотворения, иному пророчество, иному различение духов, иному разные языки, иному истолкование языков» (1Кор. 12:7—10). В дальнейшем его теория развивалась у Оригена, Августина и Бернара Клервосского, однако точная процедура не была разработана. В XIV веке, когда объявляющих себя пророками стало особенно много, французский богослов Пётр д’Альи утверждал, что провидцы могут узнавать о будущем разнообразными способами: посредством божественных откровений, человеческих умений или же от дьявола. Об источнике их знаний нельзя судить ни на основании правдивости информации откровения, ни на основании анализа его жизни, чистоты веры или чудесного характера его действий. Окончательное решение можно было принять, только оценив результаты его деятельности, и если они были совершены «во славу церкви», то они признавались благими. Ученик д’Альи Жан Жерсон в начале XV века сформулировал свод правил, согласно которым следовало проводить процедуру discretio spirituum. Взяв за основу инквизиционный процесс, Жерсон предлагал ответить на ряд вопросов: «Спросите, кто, что, почему, кому, каким образом и откуда?». Следующая за кратким перечнем глосса разъясняла: «Кто означает, кому было дано откровение? Что — о чём было это откровение и к чему оно относится? Почему оно было дано? Кому оно было рассказано, чтобы испросить совета? Каким образом протекает жизнь визионера? Откуда происходит откровение?» В дополнение были перечислены условия, при которых должно было проводиться дознание в отношении самопровозглашённого пророка. На основе теории Жерсона были приняты решения в отношении откровений святой Бригитты Шведской на Констанцском соборе 1415 года и, возможно, по такой же схеме был проведён процесс в отношении Жанны д’Арк. После проведённого над Орлеанской девой в 1431 году процесса во французском богословии окончательно сформировалась концепция, согласно которой лжепророков следовало рассматривать как еретиков. В Парижском университете, была разработана теория о колдовстве как вымысле и заблуждении и, соответственно, также ереси.

## Конфессиональная и региональная специфика

### Католическая церковь
С развитием канонического права в Западной Европе концепция ереси стала включать отрицание папских декреталий, неисполнение повелений апостолического престола. К XIII веку получил распространение взгляд немецкого богослова Герхоха Райхерсбергского, относящего симонию к ереси. Смещение определения в дисциплинарную сторону зафиксировано в папском законодательстве (Ad abolendam папы Луция III (1184), Vergentis in senium Иннокентия III (1199) и его же Cum ex officii nostri (1207)) и решениях Третьего (1179) и Четвёртого (1215) Латеранских соборов. В Vergentis in senium, не давая содержательного определения ереси, вводится принцип, согласно которому ересью считается неподчинение авторитету Католической церкви. Декреталии папы Григория IX (1234) утверждают, что «нет сомнения в том, что все еретики и схизматики будут гореть в вечном огне вместе с дьяволом и его ангелами». Тот же источник устанавливал, что последователи ереси так же виновны, как и ересиархи.
Одной из отправных точек Контрреформации стала булла папы Льва X Exsurge Domine (1520), в которой он, угрожая протестантскому богослову Мартину Лютеру отлучением от церкви, заявил, что его учение противоречит учению и вере Католической церкви. Сам Лютер был поставлен в длинный ряд средневековых еретиков. Лютер отверг предъявленные обвинения вместе с «гипотезой», что церковное учение является единственным критерием истинности, и постулировал к качестве такого источника только Библию.
В современной Католической церкви значение понятия «ересь» определено в 751-м каноне Кодекса канонического права: «Ересью называется упорное отрицание после крещения какой-либо истины, в которую следует веровать Божественной и католической верой, или упорное сомнение в ней». Современная католическая церковь рассматривает ересь как тяжкий грех, наказываемый отлучением от церкви. Виновным в ереси священнослужителям запрещено осуществлять церковное служение. Некрещёные и не-католики не виновны в «формальной ереси», хотя могут быть виновны в «материальной ереси», являющейся следствием невежества. «Материальная ересь» не является грехом. Католическая церковь осудила также течения в католицизме, возникшие в XIX веке. Относительно выступающего с философских и рационалистических позиций модернизма папа Пий X заявил, что это «синтез всех ересей». Старокатолицизм отрицает принятые на Первом Ватиканском соборе догматы о непогрешимости папы римского и догмат о непорочном зачатии Девы Марии и поэтому также является ересью.
Со второй половины XX века и особенно после Второго Ватиканского собора 1962—1965 годов католическая церковь в духе экуменизма, как правило, не обозначает протестантизм как формальную ересь, указывая на протестантов как на «материальных» еретиков, которые «не по своей вине не знают Христа и его Церковь». В современной экуменической терминологии католическая церковь обозначает протестантов как «отделённых братьев».

### Византия и её соседи
Защита православной веры являлась одной из основных обязанностей византийского императора, поэтому религиозным вопросам в Византии уделялось значительное внимание. В правление императора Юстиниана I (527—565) было принято много антиеретических законов. В этот период, в V—VI века, различие в религиозных взглядах становилось одним из проявлений общественной поляризации, приводившей к столкновениям партий ипподрома и даже таким крупным народным выступлениям, как восстание Ника в 532 году. Тем не менее, первая существенная кампания по борьбе с ересью связана с возникшим в начале X века на территории современной Болгарии движением богомилов. Общего взгляда на причины и развитие этого движения нет. К середине XX века в византийской историографии сформировались три основных подхода по этому поводу: социальный, по которому причиной оппозиционных религиозных движений объявлялось пролетарское движение малоимущих слоёв общества против феодального гнёта; этно-религиозный, увязывающий возникновение этих движений с регионами Армении, Болгарии или Фригии; и манихейско-гностический, выводящий богомильство из этих течений эпохи раннего христианства. По мнению американского историка Нины Гарсоян, ни одна из этих теорий не в состоянии объяснить всю совокупность исторических сведений.
В письме к царю Болгарии Петру константинопольский патриарх Феофилакт (933—956) даёт рекомендации, как поступать с выявленными еретиками. Феофилакт приводит способ разделения их на три категории, каждой из которых полагалось отдельное наказание. Те, кто исповедовал чуждое церкви учение, но покаялся, мог был перекрещен согласно 19 канону Первого Никейского собора. Те, кто по простоте душевной пошли за еретиками первой категории, должны быть прощены как дети. Те, кто не думал, не учил и не участвовал в ереси, но по невежеству присоединился к еретикам, поскольку они ему казались праведниками, должны быть приняты в церковь после четырёхмесячного покаяния, которое могло бы включать какие-то элементы наказания. Те священнослужители, которые учили ереси, утрачивали свой статус. Патриарх отмечает, что хотя законы государства предписывают смертную казнь для еретиков, но церкви не следует на этом настаивать. Мягкость предложенного наказания, видимо, следует объяснить удалённостью Болгарии от империи и низким социальным статусом еретиков. Следующий случай участия государства относится к правлению императора Алексей I Комнина (1081—1118), который уделил внимание случаю обвинённого в ереси философа Иоанна Итала и его последователя патриарха Евстратия Гариды. В результате Итал был анафематствован в 1082 году, а два года спустя Гарида был принуждён отречься. Позднее Алексей, в котором, по выражению немецкого византиниста Х.-Г. Бека, «дела военные и любовь к религиозным диспутам вместе с тенденциями к аутодафе сливались в странный альянс», инициировал составление списка всех ересей с опровержением каждой из них на основе писаний святых отцов — подобное не делал ранее ни один император. Его дочь Анна сообщает о том, как Алексей расследовал дело монаха Василия, распространявшего богомильское учение, а затем организовал суд, на котором Василий и его последователи были приговорены к сожжению. Однако приговор в отношении еретиков не был приведён в исполнение — те, кто раскаялся, были прощены, а упорствующих оставили в заключении. Борьба с богомильством продолжилась при императоре Мануиле I (1143—1180), который вначале сам поддался этой ереси, но затем вернулся к православию. По свидетельству церковного юриста Феодора Вальсамона, значительное число богомилов было сожжено на костре. Однако итальянский религиозный деятель Уго Этериано обвинял его в недостаточном рвении в борьбе с ересью. На соборе в болгарском Велико-Тырново в 1211 году царь Борил анафематствовал еретиков, тех, кто помогает ворам и убийцам, тех, кто колдует и совершает ритуалы, подобные языческим. В Сербии Стефан Неманя ужесточил законодательство против еретиков и около 1180 года провёл собор, на котором была осуждена группа еретиков, предположительно богомилов. Их лидеру был отрезан язык, часть его сторонников была казнена, остальные изгнаны, а их книги сожжены. Сын Стефана архиепископ Савва на соборе в Жиче 1221 года сменил тактику и разрешил возвращение в церковь богомилов и латинян через перекрещивание и миропомазание соответственно. Только самые упорные еретики изгонялись из страны. Далее о мерах против еретиков не известно до царствования Стефана Душана (1331—1355), который в 1349 году принял законодательство на основе византийского. Согласно этим законам, еретики карались клеймением лиц или штрафом.

### В России
Как и в остальной Европе, в христианской Руси, а затем и в России существовала практика осуждения, пыток на дыбе и казни еретиков. Почти все сведения о ереси, дошедшие до нашего времени, записаны со слов, произнесённых еретиками под пыткой на дыбе. Первыми известными еретиками были монах-скопец Адриан в 1004 году, Дмитр в 1123 году и монах Печерского монастыря Никита в конце XI века. Первым еретиком, казнённым по официальному обвинению, был владимирский епископ Фёдор в 1169 году (за «хулу на Богородицу»); последним был сожжён Фома Иванов за святотатство в 1714 году. В 1311 году были осуждены новогородцы, порицавшие монашество и отрицавшие некоторые догматы. В XIV веке возникли стригольничество, антитринитарное движение Маркиана в Ростове, с которым боролся епископ Иаков. 1487 годом датируется возникновение в интеллектуальных кругах ереси жидовствующих, осуждённой на соборе в 1504 году. Основной ересью XVI века стало учение Феодосия Косого. Со Стоглавого собора 1551 года велась борьба со старообрядчеством, осуждённым в XVII веке ещё на четырёх соборах. Осуждение в 1690 году «хлебопоклонной» ереси Сильвестра стало последним осуждением на соборе.
Взгляды Православной церкви относительно понятия ереси определяются канонами признаваемых ей соборов, прежде всего Двукратного собора 861 года, и высказываниями почитаемых святых. В русской богословской литературе использование терминов «ересь» и «секта» зависело от влияния, испытанного тем или иным автором: у авторов XVI—XVIII веков, испытавших влияние западного богословия, они использовались как синонимы, а в переводах трудов восточных Отцов Церкви и в библейских переводах термин «секта» не употребляется. Русский богослов Тимофей Буткевич в 1910 году называл ересью осуждённое церковью лжеучение, искажающее те или иные основные христианские догматы; к их числу он относил ереси Ария, Македония, Нестория, Евтихия, жидовствующих. Не приравнивая понятия «ересь» и «секта», но рассматривая их как очень близкие, Буткевич называл три причины возникновения сектантства: неблагоразумная забота человека о своём спасении, гордость и высокомерие, влияние дьявола. В русском сектоведении XIX века сформировалось несколько схем классификации сект: на простонародные и интеллигентные, на евангелические и духовные, по причине их возникновения, по хронологии. Общепринятой стала классификация на секты мистические (хлысты, скопцы, шалопуты) и рациональные (духоборцы, молокане, штундисты, баптисты и др.), хотя такое разделение нельзя считать абсолютным. В светской русской и советской исторической науке получил распространение термин «реформационное движение», введённый историком Николаем Костомаровым, рассматривавшим ересь преимущественно как социальное явление. Современный российский богослов Андрей Кураев определяет ересь как «ложное учение, проповедуемое от лица Церкви».
В принятых Архиерейским собором 2000 года «Основных принципах отношения Русской православной церкви к инославию» утверждается, что «заблуждения и ереси являются следствием эгоистического самоутверждения и обособления».

### В Англии
До 1380-х годов, когда возникло движение лоллардов, Англия не знала собственных крупных ересей, подобных катарам в Лангедоке и вальденсам в предгорьях Альп и в Германии. При этом континентальное антиеретическое законодательство было известно в Англии в комментариях Питера Квеснеля (ум. ок. 1299), Уильяма Пагульского (ум. 1322) и Томаса Чиллендена (ум. 1411). Изложение декрета Грациана в части еретиков содержалось в составленной в 1360-х годах энциклопедии Omne Bonum. Также был известен трактат французского кардинала Беренгара Фредоля (ум. 1323), содержащий описание процедур против еретиков и схизматиков. Английские хронисты включали в свои сочинения рассказы о ересях в Южной Европе. Преследования еретиков в XII—XIV веках происходили нечасто, но им придавалось большое значение. В 1309 году в Англию прибыли два назначенных папой инквизитора и при поддержке архиепископа Кентерберийского и других епископов расследовали дело сo 144 подозреваемыми. Составленный тогда сборник рассмотренных случаев лёг в основу последующего антиеретического законодательства. С целью борьбы с антиклерикальным движением лоллардов в 1401 году был принят закон De heretico comburendo, разрешивший сжигать еретиков на костре; первой жертвой нового закона стал Вильям Соутри в марте того же года.
Распространение протестантизма оказало существенное влияние на концепцию ереси в Англии. Томас Мор, в своей «Утопии» провозглашавший веротерпимость, в 1520-х годах участвовал в процессах против последователей Лютера. В «Диалоге по поводу ересей» лорд-канцлер обосновывал законность и целесообразность сожжения еретиков по решению светских властей. В 1536 году король Генрих VIII (1509—1547) утвердил «10 статей», которые обозначили начало движения Англии к протестантизму, завершившееся созданием независимой Церкви Англии в 1563 году. Однако в «10 статьях» среди еретических движений, представлявших наибольшую опасность, был назван анабаптизм, появившийся на островах в 1530-х годах. Это радикальное направление в протестантизме не имело единого учения, и одними из первых анабаптистов в Англии были последователи голландского богослова Мельхиора Хоффмана (ум. 1543), отрицавшего человечность Иисуса Христа. В 1539 году Генрих VIII принял «6 статей», уточнивших догматические определения для борьбы с отрицавшим буквальный смысл евхаристии сакраментаризмом. По свидетельству хрониста того времени, этот закон установил в стране религиозный террор, поскольку двух свидетелей, давших показания в том, что некто высказывался против евхаристии, было достаточно, чтобы приговорить к сожжению. В 1546 году по этой причине была сожжена одна из первых в Англии женщин-поэтов Анна Аскью.
В XVI веке основным протестантским течением в Англии стало пуританство, представлявшее собой разновидность кальвинизма. В процессе острых внутренних разногласий от «ортодоксального» пуританства были отделены сепаратисты-диссентеры и анабаптисты. Обвиняя друг друга в ереси, пуританские фракции прибегали к помощи властей. Обвинённый в ходе внутренней дискуссии в социнианстве (одной из форм запрещённого в Англии антитринитаризма) Эдвард Вайтман был осуждён и казнён в 1612 году, став последним человеком в Англии, сожжённым на костре по обвинению в ереси. Существенные разногласия существовали и среди пуритан Новой Англии, самым известным из которых является антиномийский спор относительно идеи свободной благодати. Эта богословская доктрина становилась предметом споров также в XIII, XVI и в XX веке. В Англии пуритане разделились на пресвитериан, конгрегационалистов, общих и реформированных баптистов, ищущих, людей пятого царства, рантеров и квакеров. Спор 1640-х годов между пресвитерианами и индепендентами привёл к формированию оригинальных ересиологических теорий. Пресвитерианский ересиограф Томас Эдвардс в трактате «Гангрена» (Gangraena, 1646) перечислил 180 ересей, разделённых на 16 групп, первую из которых составляли индепенденты. Консервативные пресвитериане выступали резко против религиозной терпимости, которую они ассоциировали с ересью и индепендентами. В 1643 году Вестминстерская ассамблея сформулировала основные принципы пресвитерианства: догматы, отношение к другим церквям, требования к духовенству, а также несколько определений ереси. Различались «ошибка» как несущественное заблуждение (языком архитектурной метафоры, «проделывание дыры в стене») и «ересь» («разрушение фундамента»). Собственные подходы к определению ереси имели и противники пресвитериан, получившие власть в Английской республике. С началом Протектората в 1653 году вопрос о ереси рассматривался английским парламентом. 7 декабря 1654 года парламент проголосовал за то, чтобы «истинная реформированная протестантская религия» была верой страны. Несмотря на желание многих членов парламента, акт против ересей принят не был. Фактически единственной запрещённой доктриной осталось отрицание догмата о Троице.
В 1670-х годах полемика относительно ересей вновь усилилась: различные конфессии обвиняли государственную церковь в «папизме». Также существовали опасения, что монархи-католики могут начать преследование протестантов. На волне этих опасений весной 1677 года акт De heretico comburendo 1401 года был отменён, и теперь смертная казнь не являлась больше возможным наказанием за ересь.

## Представления о еретиках в Средние века
Распространённость ереси в Средние века требовала концепции для определения свойств её носителей, еретиков. Распространённой метафорой было сравнение ереси с болезнью и, соответственно распространившихся по всей Европе еретиков с чумой, проказой или раком. Способ борьбы с этими болезнями, предписанный канонами церкви, состоял в прижигании. Гвиберт Ножанский, объясняя в XII веке сожжение двух еретиков в Суассоне, говорит, что это было сделано для пресечения распространения рака. В XII веке, одновременно с ужесточением законодательства против еретиков, стали более строгими законы относительно обращения с больными проказой. Согласно Роберту Муру, сопоставление ереси и болезни, явлений, причины которых были непонятны, являлось не просто удобной метафорой, но и системной моделью. Другой распространённой метафорой было сравнение ереси с сексуальными девиациями. Часто еретиков в Средние века сравнивали с различными животными. Как коты, они любят темноту, в которой распространяют своё учение, и, как жабы, они многочисленны и ядовиты. Также к еретикам применялись выражения «волк в овечьей шкуре» (Мф. 7:15) и «лисы в винограднике», где виноградник символизировал церковь. Для ересиографов середины XIII века еретическое движение структурно состояло из «лиса»-ересиарха и идущих за ним «овец»-простаков и женщин. В XI веке общим местом стало представление еретика как человека неграмотного, то есть находящегося за границами мира латинской церковной учёности. Однако начиная примерно с 1200 года в церковных хрониках у еретиков отмечается относительно более высокий уровень образованности, чем у их преследователей. Проблема связи ереси и образованности интенсивно изучается различными научными школами, и преобладающим подходом является построение оппозиционной модели «народная — элитарная культура».

## Христианская ересиология
Первые сведения о ересях встречаются уже в апостольских посланиях, в частности об иудеохристианах и гностиках. Краткие сведения об еретиках содержатся в сочинениях апологета II века Иустина Философа. Также ему приписывается составление полного свода современных ему ересей, однако это произведение не сохранилось. Важнейшим источником о течениях в раннем христианстве является трактат «Против ересей» Иринея Лионского, которые неоднократно цитировался в трудах позднейших ересиологов. Полемика с гностиками отражена в «Строматах» Климента Александрийского. Против еретиков писали свои труды апологеты III века Ипполит Римский («Опровержение всех ересей»), Тертуллиан и Ориген. В «Церковной истории» Евсевия Кесарийского (IV век) приводится обширный перечень христианских писателей II—III веков, выступавших против ложных учений. К их числу принадлежали Агриппа Кастор, писавший против Василида, Феофил Антиохийский (против Гермогена Тарсского и Маркиона), против монтанистов писали Мильтиад, Аполлоний Эфесский и Серапион Антиохийский. У Евсевия сохранились также выдержки из ересиологических описаний историка Егесиппа. Чрезвычайно обширные труды с опровержениями ересей написал богослов второй половины IV века Епифаний Кипрский («Анкорат», Панарион). В «Кратком обзоре еретических басен» Феодорита Кирского (ум. 457) содержатся сведения как о гностических ересях, так и о некоторых учениях, возникших в период вселенских соборов. Ряд трудов против ересей написал Иоанн Дамаскин (ум. ок. 753). Многочисленные авторы писали полемические труды в период богословских споров эпохи вселенских соборов. обширная ересиологическая литература появилась в связи с возникновением движения богомилов (Козьма Пресвитер, Евфимий Зигабен, Григорий Палама).
На Руси против осуждённого Православной церковью как ересь религиозного движения жидовствующих в XV веке выступил Иосиф Волоцкий. В следующем столетии против учения Феодосия Косого написал сочинение монах Зиновий Отенский.

### Исследования
на английском языке
- Ames C. C. Righteous Persecution. Inquisition, Dominicans, and Christianity in the Middle Ages. — PENN, 2009. — 312 p. — ISBN 978-0-8122-4133-4.
- Berlinerblau J. Toward a Sociology of Heresy, Orthodoxy, and Doxa // History of Religion. — The University of Chicago Press, 2001. — Vol. 40, no. 4. — P. 327—351.
- Bévenot M. The Inquisition and its Antecedents, II // The Heythrop Journal. — 1966. — Vol. 7, no. 4. — P. 381—393. — doi:10.1111/j.1468-2265.1966.tb00765.x.
- Bosworth L. E. Perseptions of the Origins and causes od Heresy in Medieval Heresiology. — University of Edinburgh, 1995. — 247 p.
- Cameron A. The Violence of Orthodoxy // Heresy and Identity in Late Antiquity. — 2008. — P. 102—114.
- Cole A. Literature and Heresy in the Age of Chaucer. — Cambridge University Press, 2008. — 297 p. — ISBN 978-0-511-42318-5.
- Dodd G. D. Exploiting Erasmus: The Erasmian Legacy and Religious Change in Early Modern England. — University of Toronto Press, 2009. — 405 p. — ISBN 978-0802099006.
- Ehrman B. E. The Lost Christianities: The Battles for Scripture and the Faiths We Never Knew. — Oxford University Press, 2003. — 294 p. — ISBN 0-19-514183-0.
- Euler C. Anabaptism and anti-Anabaptism in the early English Reformation: defining Protestant heresy and orthodoxy during the reign of Edward VI // Heresy, Literature, and Politics in Early Modern English Culture. — 2006. — P. 40—58.
- Forrest I. The Detection of Heresy in Late Medieval England. — Oxford : Clarendon Press, 2005. — 277 p. — ISBN 0–19–928692–2.
- Jenkinson S. L. The Public Context of Heresy: Bayle, Maimbourg, and Le Clerck // Histories of heresy in early modern europe: for, against, and beyond persecution and toleration / J. Ch. Laursen (ed.). — Palgrave Macmillan, 2002. — P. 119—138. — 290 p. — ISBN 978-0-230-10749-6.
- Humfress C. Citizens and Heretics. Late Roman Lawyers on Christian Heresy // Heresy and Identity in Late Antiquity. — 2008. — P. 128—142.
- Jones A. H. M. Were ancient herecies national or social movements in disguise? // Journal of Theological Studies. — 1959. — Vol. X, no. 2. — P. 280—298. — doi:10.1093/jts/X.2.280.
- Kelly J. History and Heresy. How Historical Forces Can Create Doctrinal Conflicts. — Liturgical Press, 2012. — 215 p. — ISBN 978-0-8146-5695-2.
- Köstenberger A. J. The Heresy of Orthodoxy. — Crossway, 2010. — 250 p. — ISBN 978-1-4335-1813-3.
- Kurtz L. P. The Politics of Heresy. The Modernist Crisis in Roman Catholicism. — 1986. — 267 p. — ISBN 0-520-05537-3.
- Lea H. Ch. A History of the Inquisition of the Middle Ages. — London, 1888. — Т. I. — 583 p.
- Moore R. I.[англ.]. The Formation of a Persecuting Society. — 2nd ed. — 2007. — 222 p. — ISBN 978-1-4051-2964-0.
- The Oxford Dictionary of the Christian Church / Ed. by F. L. Cross. — Oxford University Press, 1997. — 1786 p. — ISBN 0-19-211655-X.
- Roach A., Angelovska-Panova M. Punishment of heretics: comparisons and contrasts between Western and Eastern Christianity in the Middle Ages // Journal of History (Macedonia). — 2012. — Vol. 47. — P. 145—171. — ISSN 0579-0263.
- Runciman S. The Medieval Manichee. A Study of the Christian Dualist Heresy. — Cambridge University Press, 1982. — 214 p. — ISBN 0 521 06166 0.
- Russel J. B. Dissent and Reform in the Early Middle Ages. — University of California Press, 1965. — 309 p.
- Salvadori S. Sebastian Castellio’s doctrine of tolerance between theological debate and Modernity // New worlds and the Italian renaissance: contributions to the history of European intellectual culture. — BRILL, 2012. — Vol. 216. — P. 195—224. — 337 p. — (Brill’s Studies in Intellectual History). — ISBN 978-90-04-23364-5.
- Simon M. From Greek Hairesis to Christian Heresy // Early Christian Literature and the Classical Intellectual Tradition. In honorem Robert M. Grant. — 1979. — P. 101—115.
- Thomsett M. C. Heresy in the Roman Catholic Church. A History. — McFarland & Company, Inc., Publishers, 2011. — 274 p. — ISBN 978-0-7864-4448-9.
- Thompson M. P. Hobbes on Heresy // Histories of heresy in early modern europe: for, against, and beyond persecution and toleration / J. Ch. Laursen (ed.). — Palgrave Macmillan, 2002. — P. 77—100. — 290 p. — ISBN 978-0-230-10749-6.
- Trapman J. Erasmus and Heresy // Bibliothèque d'Humanisme et Renaissance. — 2013. — Vol. 75. — P. 7—24. — JSTOR 24329313.
- Zagorin P.[англ.]. How the Idea of Religios Toleration Came to the West. — Princeton University Press, 2003. — 371 p. — ISBN 978-0-691-12142-0.

на немецком языке
- Huber W. Häresie // Theologische Realenzyklopädie. — 1985. — Vol. XIV. — P. 313—348.

на русском языке
- Болотов В. В. Лекции по истории древней церкви. — Петроград, 1918. — 599 с.
- Буткевич Т. И. Обзор русских сект и их толков. — 1910. — 635 с.
- Иванов М. С., прот. Цыпин В. А. Ересь // Православная энциклопедия. — М., 2008. — Т. XVIII : Египет древний — Эфес. — С. 598—607. — 39 000 экз. — ISBN 978-5-89572-032-5.
- Прот. Иванцов-Платонов А. М. Ереси и расколы первых трёх веков христианства. — М., 1877. — Кн. I. — 348 с.
- Иванов М. С. Еретик // Православная энциклопедия. — М., 2008. — Т. XVIII : Египет древний — Эфес. — С. 607—610. — 39 000 экз. — ISBN 978-5-89572-032-5.
- Иванова И. И. Рационалистические ереси в истории христианства. — М. : Дисс. д. и. н. спец. 09.00.13, 2006. — 351 с.
- Крапчунов Д. Е. Русские ереси как явление культурного перелома рубежа XV-XVI веков / автореф. дис. ... канд. филос. наук : 24.00.01 / Новгород. гос. ун-т им. Ярослава Мудрого. — Великий Новгород, 2004. — 20 с.
- Таевский Д. А. Христианские ереси и секты I — XXI веков. — М. : Интрада, 2003. — 320 с. — ISBN 5-87604-059-2.
- Тогоева О. И. Реальность или иллюзия? Теория и практика ранних ведовских процессов в Западной Европе (XIII—XV вв.) // In Umbra: Демонология как семиотическая система. — 2013. — Вып. 2. — С. 59—88.
- Тогоева О. Еретичка, ставшая святой. Две жизни Жанны д'Арк. — М.; СПб. : Центр гуманитарных инициатив, 2016. — 576 с. — (MEDIAEVALIA). — ISBN 978-5-98712-644-8.
- Белякова Е. В. К вопросу о влиянии византийского законодательства о еретиках на русскую правовую традицию // Миграции. Формирование Российского государства: материалы Международных семинаров исторических исследований «От Рима к Третьему Риму». (Migrazioni. La formazione dello Stato russo. Atti dei Seminari internationali di studi storici «Da Roma alla Terza Roma». 2010—2015. М. : Институт российской истории, 2015. — С. 198—207.
- Прот. В. А. Цыпин. Курс церковного права. — 2004. — 700 с. — ISBN 5-93313-023-0.

на французском языке
- Boulluec A. La notion d'hérésie dans la littérature grecque, IIe-IIIe siècles. — Paris, 1985. — 662 p.